# Michaela Coel
Michaela Ewuraba Boakye-Collinson (Londen, 1 oktober 1987), beter bekend als Michaela Coel, is een Ghanees-Engels actrice, scenarioschrijfster, dichteres en toneelschrijfster. In 2016 won ze de BAFTA voor beste vrouwelijke rol in een komedie en een BAFTA voor aanstormend talent (Breakthrough Talent) voor de televisieserie Chewing Gum. Ze speelde in deze serie niet alleen de hoofdrol, maar heeft de serie ook gecreëerd en geschreven.

## Biografie
Michaela Coel werd geboren als Michaela Ewuraba Boakye-Collinson in Londen op 1 oktober 1987, als dochter van Ghanese ouders. Coel en haar oudere zuster groeiden hoofdzakelijk op in de districten Hackney en Tower Hamlets. Ze woonden alleen met hun moeder, aangezien hun ouders vóór Michaela's geboorte uit elkaar waren gegaan. Coel volgde onderwijs aan katholieke scholen in Oost Londen.
Vanaf 2006 droeg Coel haar werk voor bij poëzie-avonden in de wijk Ealing. Onder de naam Michaela The Poet trad ze op in onder andere de Wembley Arena, Bush Theatre, Nuyorican Poets Café en in De Doelen te Rotterdam. Van 2007 tot 2009 studeerde Coel Engelse literatuur en theologie aan de Universiteit van Birmingham. Tijdens haar opleiding deed ze een cursus aan de Royal Academy of Dramatic Art, gegeven door acteur, toneelschrijver en regisseur Ché Walker. Hij had haar zien optreden in theater Hackney Empire en spoorde haar aan zich in te schrijven aan de Guildhall School of Music and Drama. Ze stapte in 2009 over naar deze school en behaalde er in 2012 haar diploma. Haar eindproject was het toneelstuk Chewing Gum Dreams, dat in de daaropvolgende jaren te zien was in verschillende theaters in het land.
In 2009 volgde Coel een zomercursus van de  Talawa Theatre Company, een gezelschap dat zich richt op de zwarte Britse gemeenschap. In hetzelfde jaar bracht ze haar eerste album, Fixing Barbie, uit. In 2011 volgde het nummer We're the Losers. Coel had hoofdrollen in toneelstukken die in het Royal National Theatre in Londen te zien waren. Ook verscheen ze in twee afleveringen van de serie Top Boy. In augustus 2014 kondigde Channel 4 aan dat Coel de serie Chewing Gum aan het schrijven was, waarin ze zelf de hoofdrol zou gaan spelen. Vanaf oktober 2015 werd de serie uitgezonden en Coel ontving zowel een BAFTA voor haar rol in de serie, als voor het schrijven ervan. In 2015 had ze een gastrol in de serie London Spy en een jaar later was ze te zien in The Aliens. Coel speelde in twee afleveringen van Black Mirror en in 2017 kwam een tweede seizoen van de serie Chewing Gum uit. Ze had een kleine rol in Star Wars: The Last Jedi en speelde de hoofdrol in Black Earth Rising, een gezamenlijke productie van BBC Two en Netflix.

## Persoonlijk
Op de BAFTA Awards van 2016 droeg Coel een jurk van Kente, gemaakt door haar moeder. Coel was een tijd toegewijd aanhanger van de Pinksterbeweging, net als haar personage Tracey in de serie Chewing Gum. Net als Tracey leefde ze naar het celibaat, ze deed, tijdens haar drama-opleiding aan Guildhall, afstand van de Pinksterbeweging.

## Filmografie

### Film
| Jaar | Titel                          | Rol                                        | Opmerkingen |
| ---- | ------------------------------ | ------------------------------------------ | ----------- |
| 2014 | Monsters: Dark Continent       | Kelly                                      |             |
| 2017 | Star Wars: The Last Jedi       | toezichthouder verzet (Resistance Monitor) |             |
| 2018 | Been So Long                   | Simone                                     |             |
| 2022 | Black Panther: Wakanda Forever | Aneka                                      |             |

### Televisie
| Jaar      | Titel                 | Rol              | Opmerkingen                                                                                   |
| --------- | --------------------- | ---------------- | --------------------------------------------------------------------------------------------- |
| 2013      | Top Boy               | Kayla            | 2 afleveringen                                                                                |
| 2013      | Law & Order: UK       | dienstmeid       | aflevering: Paternal                                                                          |
| 2015      | London Spy            | journalist       | aflevering: Strangers                                                                         |
| 2015–2017 | Chewing Gum           | Tracey           | 12 afleveringen                                                                               |
| 2016      | The Aliens            | Lilyhot          | 6 afleveringen                                                                                |
| 2016      | Black Mirror          | stewardess       | aflevering: "Nosedive"                                                                        |
| 2017      | Black Mirror          | Shania Lowry     | aflevering: USS Callister                                                                     |
| 2018      | Black Earth Rising    | Kate Ashby       | miniserie (8 afleveringen)                                                                    |
| 2019      | RuPaul's Drag Race UK | zichzelf         | gastjurylid (aflevering 7)                                                                    |
| 2020      | I May Destroy You     | Arabella Essiedu | 12 afleveringen, naast actrice ook bedenker, schrijver, regisseur en producent van deze reeks |

### Theater
| Jaar | Titel              | Rol                   | Locatie                |
| ---- | ------------------ | --------------------- | ---------------------- |
| 2013 | Three Birds        | Tiana                 | Bush Theatre           |
| 2013 | Home               | jonge moeder/Portugal | Royal National Theatre |
| 2013 | Chewing Gum Dreams | Tracey Gordon         | Royal Exchange Theatre |
| 2014 | Blurred Lines      |                       | Royal National Theatre |
| 2014 | Home (Revival)     | jonge moeder/Portugal | Royal National Theatre |
| 2014 | Chewing Gum Dreams | Tracey Gordon         | Royal National Theatre |
| 2014 | Medea              | verpleegster          | Royal National Theatre |

## Discografie
- 22 May (2007)
- Fixing Barbie (2009)
- We're the Losers (2011)

## Onderscheidingen en nominaties
- 2008: Theatre Royal Stratford East Poetry Slam, winnaar
- 2009: Theatre Royal Stratford East Poetry Slam, winnaar
- 2010: Theatre Royal Stratford East Poetry Slam, winnaar
- 2010: Cordless Show (Poëzie/muziek), winnaar
- 2011: Laurence Olivier Award
- 2012: Alfred Fagon Award, beste toneelschrijver van Afrikaanse of Caribische afkomst voor Chewing Gum Dreams
- 2016: BAFTA, beste vrouwelijke rol in een komedie voor Chewing Gum
- 2016: BAFTA – Aanstormend talend voor het schrijven van Chewing Gum
- 2016: Royal Television Society, RTS Programme Awards 2016, aanstormend talend
- 2016: Royal Television Society, RTS Programme Awards 2016, beste komedie
- 2016: The Times Breakthrough Award, genomineerd

## Publicaties
(en) Coel, Michaela (2013). Chewing Gum Dreams. Oberon Books Ltd, Londen. ISBN 978-1-783-19014-0.